# Programari lliure

Mapa conceptual del programari lliure

El programari lliure (En anglès Free software o libreware) és el programari que pot ser usat, estudiat i modificat sense restriccions, i que pot ser copiat i redistribuït bé en una versió modificada o sense modificar sense cap restricció, o bé amb unes restriccions mínimes per garantir que els futurs destinataris també tindran aquests drets.
De fet, existeixen diverses definicions de programari lliure i diversos tipus de llicències per la seva distribució.
Generalment, les principals variacions entre llicències solen ser els termes exactes i les condicions imposades en la redistribució de còpies modificades del programa. Cal dir que la majoria de llicències admeten que un programa lliure es pugui distribuir també comercialment (és a dir, pagant). En canvi, un programa que es distribueixi gratuïtament però sense codi no se sol considerar lliure. L'èmfasi del terme lliure és en la disponibilitat del codi i la possibilitat de modificar-lo.Com que el programari es pot redistribuir lliurement, en general, es pot trobar gratuïtament a Internet, o a un cost baix si l'adquirim per mitjà d'altres mitjans (CD-Rom, DVD, USB, etc). A causa d'això, els models de negoci basats en programari lliure normalment es dediquen a proporcionar serveis de valor afegit com suport tècnic, cursos de preparació, personalització, integració o certificació.

## Història
Entre els anys 60 i 70 del segle xx, el programari no era considerat un producte sinó un afegit que els venedors dels grans ordinadors de l'època (les mainframes) aportaven als seus clients perquè aquests poguessin utilitzar-los. Dins d'aquesta cultura, era comú que els programadors i desenvolupadors de programari compartissin, lliurement i sense condicions, els seus programes entre ells. Aquest comportament era particularment habitual en alguns dels grups d'usuaris de l'època, com decussades (grup d'usuaris d'ordinadors DEC). A finals dels 70, les companyies van iniciar l'hàbit d'imposar restriccions als usuaris, amb l'ús d'acords de llicència.

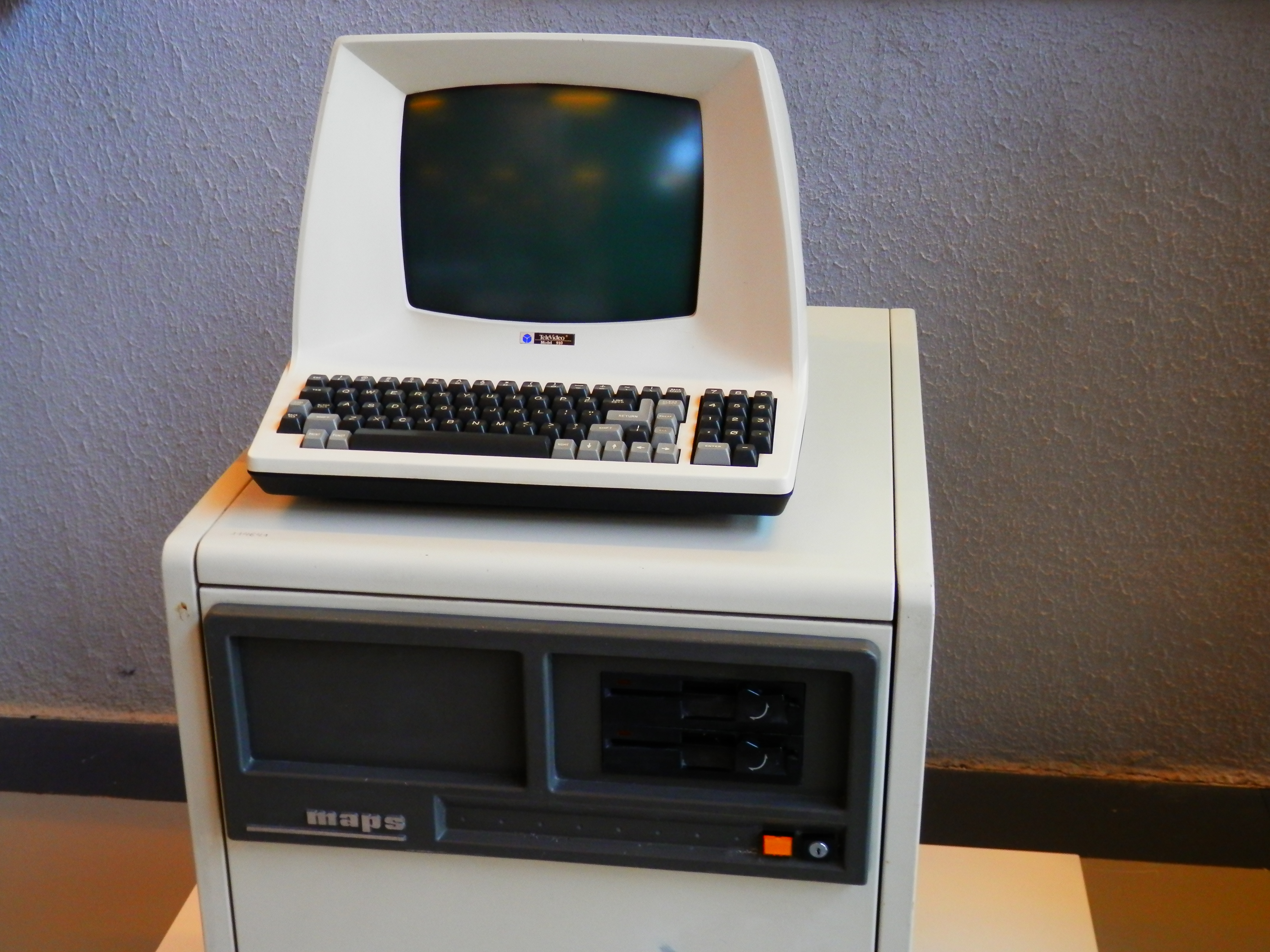
Fotografia d'un ordinador català de la marca MAPS, de l'enginyer Josep Amat i Girbau de l'any 1978.

Allà pel 1971, quan la informàtica encara no havia patit la seva gran expansió, les persones que feien ús d'ella, en àmbits universitaris i empresarials, creaven i compartien el programari sense cap mena de restriccions.
Amb l'arribada dels anys 80 la situació va començar a canviar. Els ordinadors més moderns començaven a utilitzar sistemes operatius privatius, forçant als usuaris a acceptar condicions restrictives que impedien fer modificacions a aquest programari.
En cas que algun usuari o programador trobés algun error a l'aplicació, l'únic que podia fer era donar-lo a conèixer a l'empresa desenvolupadora per tal que aquesta ho solucionés. Encara que el programador estigués capacitat per solucionar el problema i ho desitgés fer, sense demanar res a canvi, el contracte li impedia que millorés el programari.

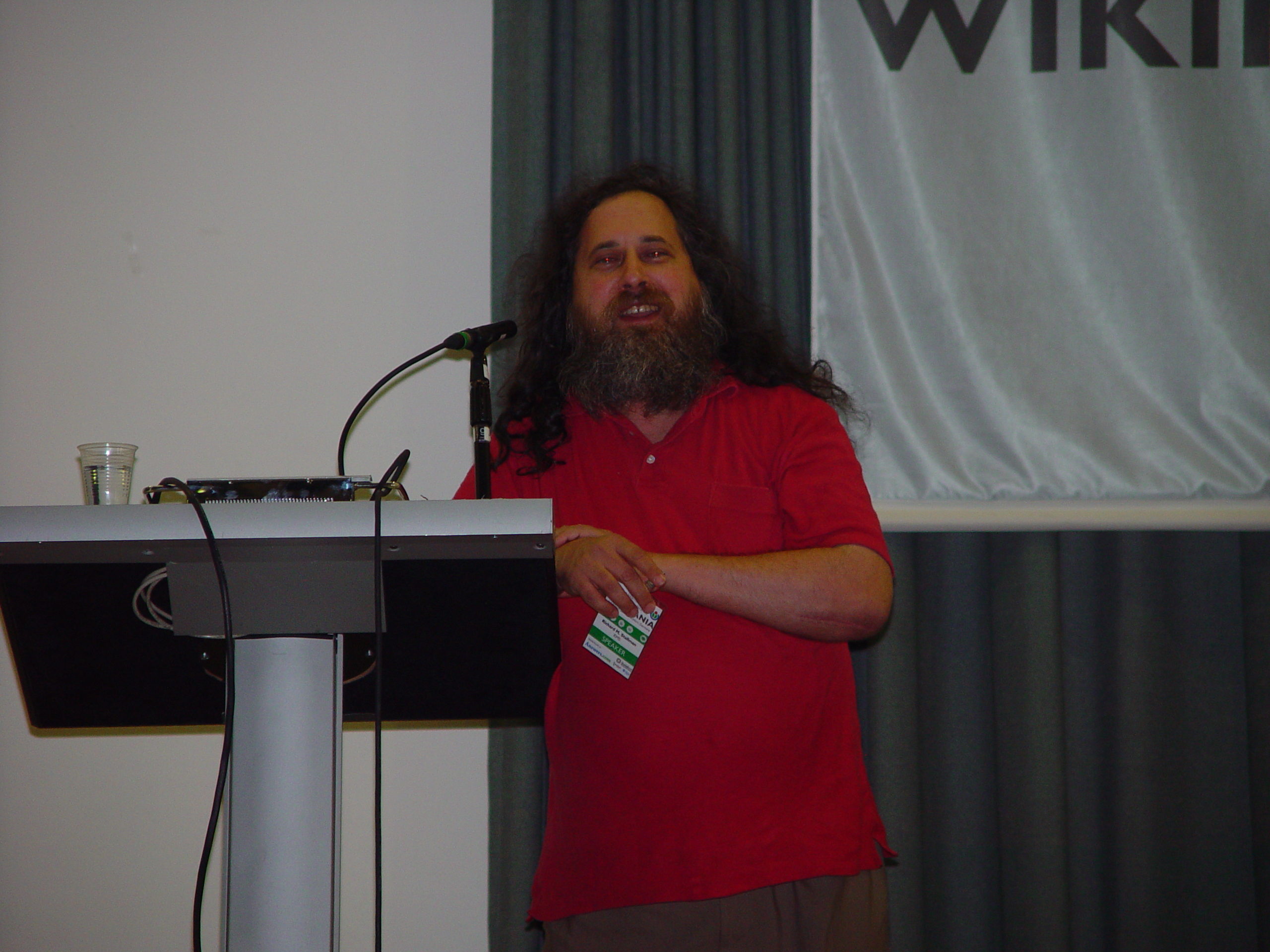
Richard Stallman, l'any 2005

El mateix Richard Stallman, conegut activista del programari lliure, explica que per aquells anys, al laboratori on treballava, havien rebut una impressora donada per una empresa externa. El dispositiu, que era utilitzat en xarxa per tots els treballadors, semblava no funcionar a la perfecció, ja que cada cert temps el paper s'encallava. Per empitjorar les coses, no es generava cap avís que s'enviés per xarxa per informar als usuaris de la situació.
La pèrdua de temps era constant, ja que, a vegades, els treballadors enviaven per xarxa seus treballs a imprimir i quan anaven a buscar-hi els fulls trobaven la impressora embossada i una cua enorme de treballs pendents. Richard Stallman va decidir corregir el problema, i implementar l'enviament d'un avís per xarxa quan la impressora es bloquegés. Per dur a terme aquesta operació, necessitava tenir accés al codi font dels controladors de la impressora. Va demanar a l'empresa propietària de la impressora, comentant que no volia res a canvi, si podia realitzar aquell canvi. L'empresa es va negar a lliurar-li el codi font.

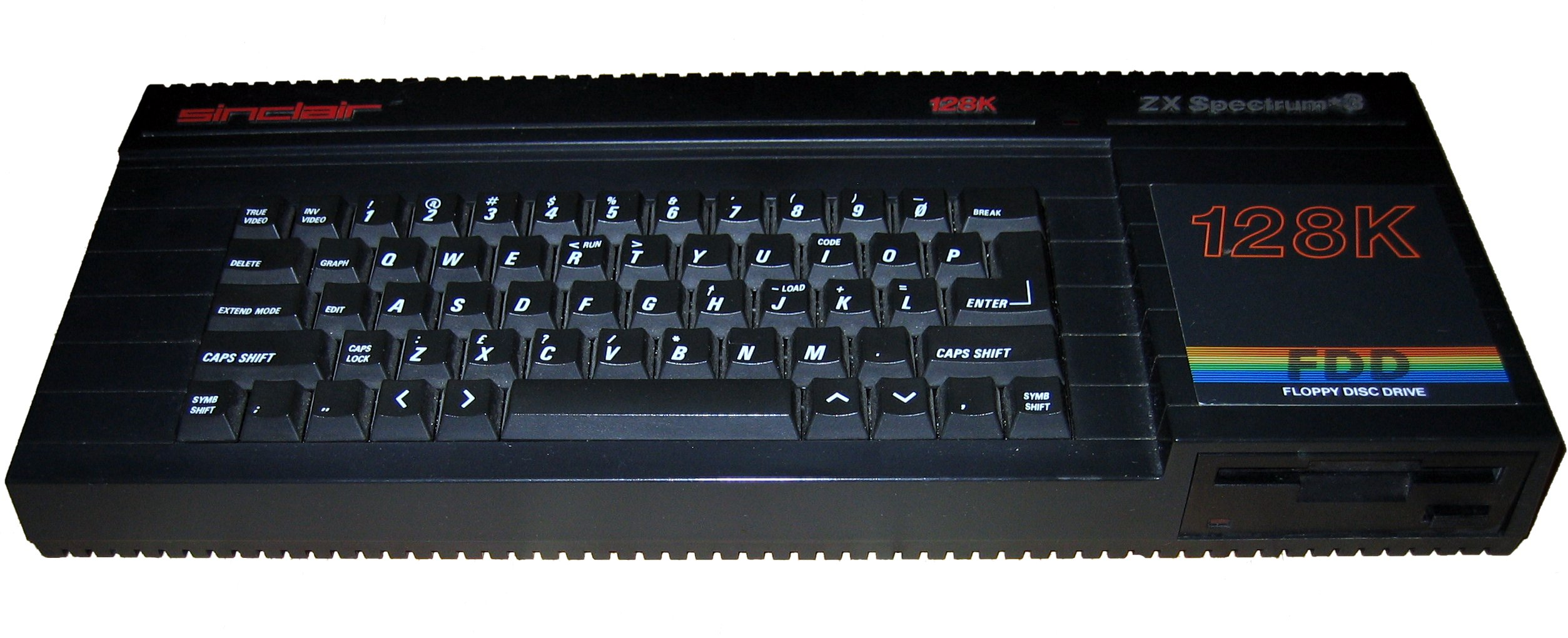
ZX Spectrum Plus3 de 1987.

Logo de Copyleft, conjunt de llicències que poden aplicar-se a creacions de tota classe.

En aquest precís instant, Richard Stallman es va trobar en un compromís: havia de triar entre acceptar el nou programari privatiu signant acords de no revelació i acabar desenvolupant més programari privatiu amb llicències restrictives, que al seu torn haurien de ser més endavant acceptades pels seus propis companys o rebel·lar-se i trobar una altra forma de fer les coses.
Amb aquest antecedent, el 1984, Richard Stallman va començar a treballar en el projecte GNU, i un any més tard va fundar la Free Software Foundation (FSF). Stallman va introduir la definició de programari lliure i el concepte de "copyleft", que va desenvolupar per atorgar llibertat als usuaris i per a restringir les possibilitats d'apropiació del programari.

## Llibertats del programari lliure
D'acord amb la definició de la Free Software Foundation, un programari és «lliure» quan es garanteixen les següents «llibertats»:
| Llibertat | Descripció |
| --- | --- |
| 0 | La llibertat de fer servir el programa, amb qualsevol propòsit.                                                                            |
| 1 | La llibertat d'estudiar com funciona el programa i modificar-lo, adaptant-lo a les teves necessitats.                                      |
| 2 | La llibertat de distribuir còpies del programa.                                                                                            |
| 3 | La llibertat de millorar el programa i fer públiques aquestes millores per a tothom, de manera que tota la comunitat en surti beneficiada. |

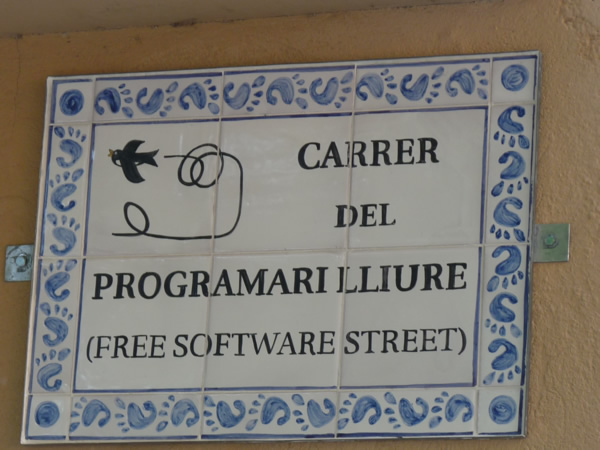
Placa de carrer de la ciutat de Berga (capital de la comarca del Berguedà, Catalunya).

| Les llibertats 1 i 3 requereixen accés al codi font perquè estudiar i modificar el programari sense el seu codi font és molt poc viable. | |

## Tipus de llicències
No totes les llicències lliures són similars. No obstant, totes han de garatir les quatre llibertats abans esmentades, però les disposicions contingudes en aquestes llicències poden variar en gran manera. El ventall de possibilitats va des d'unes obligacions mínimes (en les llicències de tipus BSD) que obliguen únicament a mantenir l'avís d'autoria i la limitació de garanties i de responsabilitats (el disclaimer), fins a les màximes de la clàusula copyleft de la GPL que obliga a distribuir qualsevol modificació i obra derivada sota la mateixa llicència GPL, juntament amb accés al codi font.

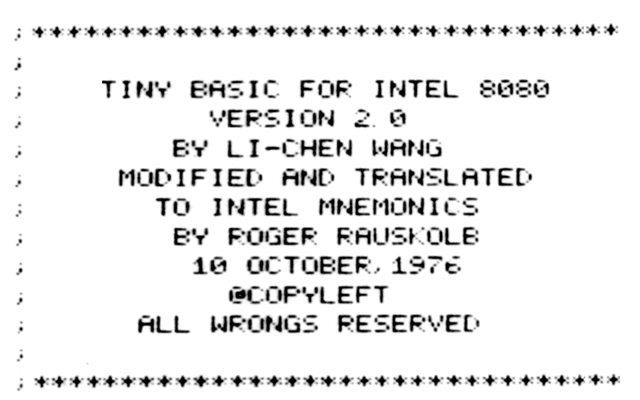
Copyleft All Wrongs Reserved, 1976

Així, la diferència es troba, bàsicament, en les condicions de redistribució, ja que s'haurà de realitzar sota certes condicions.
Les llicències lliures més conegudes i usades són:
- La llicència (Berkeley Software Distribution)
- La llicència “Apache Software License”
- La llicència “GNU General Public License” (GPL)
- La llicència “GNU Library or Lesser General Public License” (LGPL)
- La “Mozilla Public License” (MPL)

Finalment, no totes les llicències són compatibles, ja que, encara que compleixen amb els mateixos criteris, existeixen pactes addicionals sobre patents, marques, dret aplicable, entre d'altres. La FSF ofereix una llista de llicències compatibles amb la GPL per reduir les dificultats a l'hora de barrejar codi lliure.
| Llicències de programari | Llicències de programari                            | Llicències de programari                                             | Llicències de programari                                                    | Llicències de programari            | Llicències de programari | Llicències de programari      |
| Drets cedits             | Domini públic                                       | FOSS no protectiu Permissiu (Codi obert)                             | FOSS protectiu Copyleft (Programari lliure)                                 | Freeware Shareware Freemium         | De propietat             | Secret comercial              |
| ------------------------ | --------------------------------------------------- | -------------------------------------------------------------------- | --------------------------------------------------------------------------- | ----------------------------------- | ------------------------ | ----------------------------- |
| Drets d'autor            | No                                                  | Sí                                                                   | Sí                                                                          | Sí                                  | Sí                       | Sí                            |
| Dret d'ús                | Sí                                                  | Sí                                                                   | Sí                                                                          | Sí                                  | Sí                       | No                            |
| Dret de Visualització    | Sí                                                  | Sí                                                                   | Sí                                                                          | Sí                                  | Sí                       | SÍ                            |
| Dret de còpia            | Sí                                                  | Sí                                                                   | Sí                                                                          | Sovint                              | No                       | No                            |
| Dret a modificar         | Sí                                                  | Sí                                                                   | Sí                                                                          | No                                  | No                       | No                            |
| Dret a distribuir        | Sí                                                  | Sí, sota la mateixa llicència                                        | Sí, sota la mateixa llicència                                               | Sovint                              | No                       | No                            |
| Dret a subllicenciar     | Sí                                                  | Sí                                                                   | No                                                                          | No                                  | No                       | No                            |
| Filosofia                | A disposició del públic. Exonerat de drets d'autor. | Similar i posterior al copyleft. Mínimes restriccions per a l'usuari | Accés al codi i més. Metodologia en el desenvolupament i entrega al públic. | Propòsits publicitaris o comercials | Propòsits comercials     | Diferents motius              |
| Exemples                 | SQLite, ImageJ                                      | Apache web server, ToyBox                                            | Linux kernel, GIMP                                                          | Irfanview, Winamp                   | Windows, Half-Life 2     | Server-side World of Warcraft |
| Drets d'autor            |                                                     |                                                                      |                                                                             |                                     |                          |                               |

## Programari lliure destacat

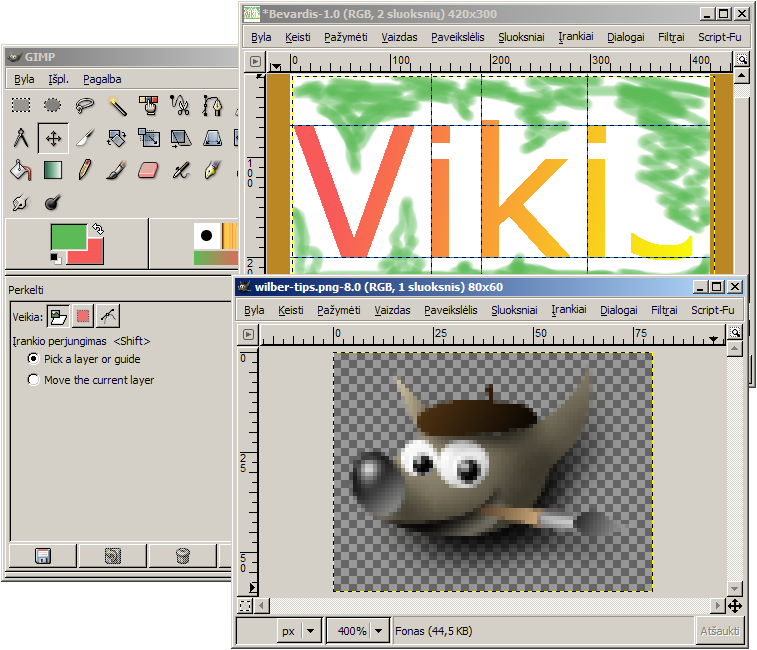
The Gimp, és un editor gràfic i un símbol del programari lliure.

Alguns dels exemples més coneguts de programari lliure són per categories (endreçades alfabèticament):

### Aplicacions ofimàtiques
- El projecte Mozilla, que inclou el navegador Mozilla Firefox i el client de correu Mozilla Thunderbird.
- L'aplicació ofimàtica OpenOffice.org i el seu fork LibreOffice.

### Antivirus
- L'antivirus ClamAV.

### Arxivadors i compressors de fitxers
- L'arxivador de fitxers 7-Zip.

### Astronomia
- Siril és un programari d'astrofotografia.

### Diccionaris i enciclopèdies
- Viquipèdia

### Editors de textos
- L'editor de PDF PDF Split and Merge.

### Editors de vídeos
- Shotcut amb algunes barres d'eines opcionals.

### Entorns gràfics
- Els entorns gràfics KDE i Gnome.
- El programa de tractament de gràfics GIMP.
- L'editor de gràfics en tres dimensions Blender.

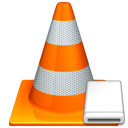
Existeix una versió del programa portable per no haver d'instal·lar-lo a l'ordinador.

### Reproductor de vídeos
- VLC reprodueix la majoria de formats de vídeo tant per Windows, OS X i Linux.

### Sistemes operatius
- El projecte GNU.
- Els sistemes operatius basats en GNU/Linux, BSD i OpenSolaris.

### Transferència d'arxius
- FileZilla és un programa imprescindible per la transferència d'arxius FTP.

## Projectes de programari lliure a Catalunya[5][6]
- LliureTIC: aliança entre programadores lliures creada recentment amb l'objectiu de facilitar l'opció del programari lliure per als projectes tecnològics de les empreses.
- CommonsCloud: plataforma que integra diverses aplicacions lliures per oferir un servei de núvol digital cooperatiu, alternatiu als núvols corporatius com Google Drive i Dropbox.
- CoopDevs Arxivat 2018-12-15 a Wayback Machine.: plataforma tecnològica gestionada com una cooperativa per una comunitat d'usuàries, creada amb la voluntat de fer una economia transparent, democràtica i inclusiva.
- Katuma: plataforma que facilita la creació i gestió de grups de consum i distribució d'alimentació ecològica i de proximitat. És un projecte de la plataforma CoopDevs Arxivat 2018-12-15 a Wayback Machine..
- TimeOverFlow: plataforma de gestió de Bancs de Temps, un sistema d'oferta de serveis a canvi de temps. És un projecte de la plataforma CoopDevs Arxivat 2018-12-15 a Wayback Machine..